# Cherrie Vangelder-Smith
Cherrie Vangelder-Smith, (Amsterdam, 21 oktober 1949 – 19 oktober 2023) geboren als Hetty Smit, was een Nederlands zangeres.
Zij werd begeleid door de bands Album (waarin onder anderen Ron Meyes, die naar Earth & Fire vertrok), Cardinal Point (een Italiaanse band) en Mailbag (Utrecht). Haar stem kwam overeen met de Amerikaanse Suzi Quatro. Ze had aan de hand van toenmalig levenspartner Jacques Zwart (speelde in Het met bijvoorbeeld Ik heb geen zin om op te staan) en Jaap Eggermont een hitje in Nederland met de single Silverboy. Met Jokers had ze een optreden in Sjef van Oekels Discohoek, maar verdween van het podium. 
In 1981 had ze een kleine comeback met de Heavy Smith Band, daarna verdween ze in de vergetelheid.
Hetty overleed op 19 oktober 2023 op 73-jarige leeftijd na een kort ziekbed.

## Discografie

### Singles
- 1972: Love me forever
- 1973: Goodbye guitar man
- 1974: Silverboy
- 1974: Jokers
- 1975: Rock and roll revival
- 1980: Sitting in the café
- 1981: The life of a fool/Eat it (Heavy Smith Band)

### Album
- Choke 'n cherie (wel opgenomen maar nooit uitgebracht als gevolg van zakelijke conflicten)
- The best of 1972-1989 met 23 tracks (bootleg)